# Prakasam (Distrikt)
Der Distrikt Prakasam (Telugu ప్రకాశం జిల్లా), von 1970 bis 1972 Distrikt Ongole (Telugu: ఒంగోలు జిల్లా), ist einer von 13 Distrikten des indischen Bundesstaats Andhra Pradesh. Der Verwaltungssitz ist die Stadt Ongole.

## Geographie

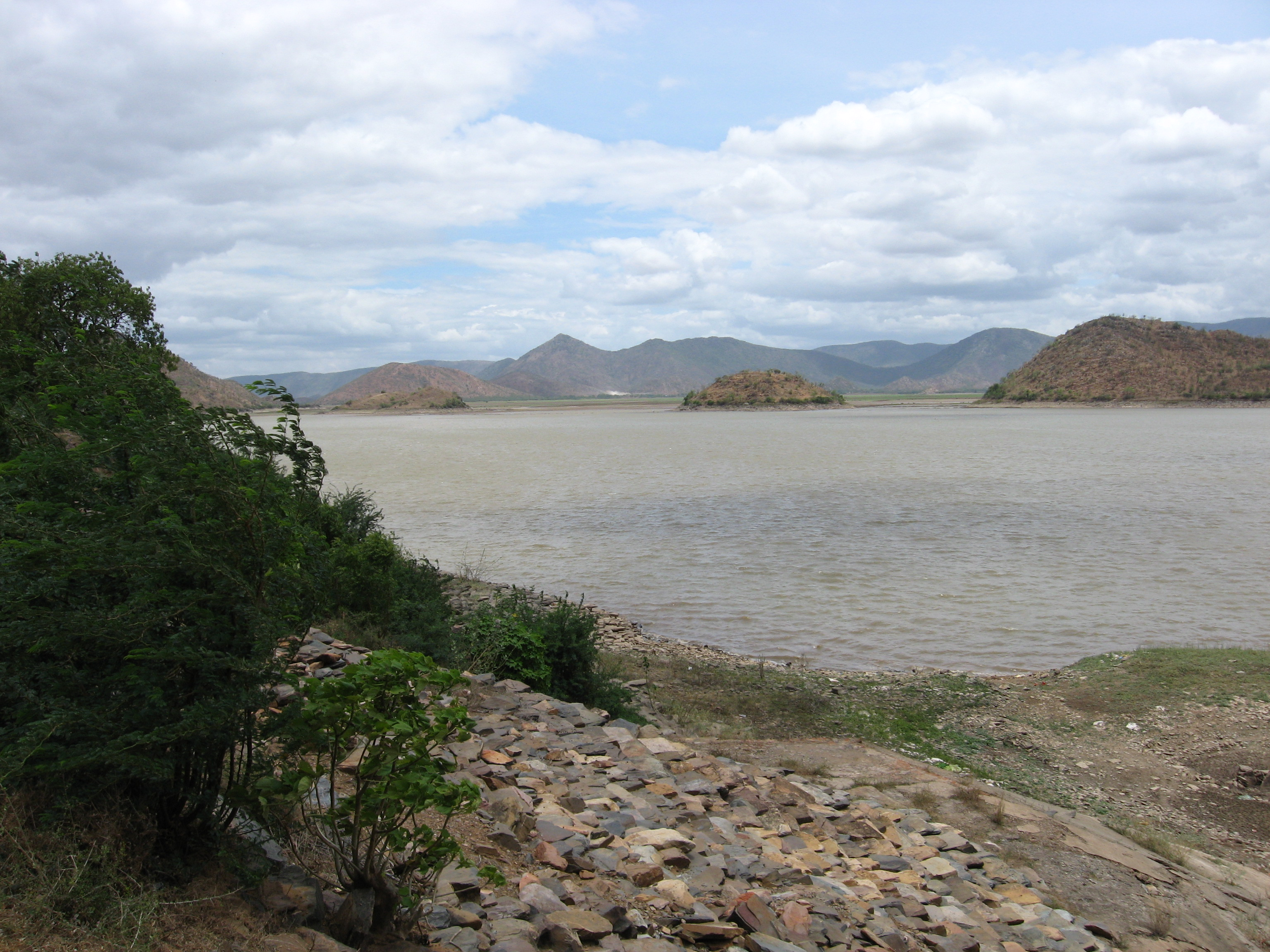
Der Cumbum-See, ein schon vor Jahrhunderten angelegter großer Wasserspeicher für die Landwirtschaft

Der Distrikt liegt südöstlich-zentral in Andhra Pradesh. Er gehört zur Küstenregion Andhra. Die angrenzenden Distrikte in Andhra Pradesh sind Nandyal im Westen, YSR im Südwesten, Sri Potti Sriramulu Nellore im Süden, Bapatla im Osten, sowie Palnadu im Nordosten. Im Osten grenzt der Distrikt an den Golf von Bengalen und im Norden an den benachbarten Bundesstaat Telangana (Distrikt Nagarkurnool).
Im zentralen Abschnitt des Distrikts findet sich ein Hochlandgebiet mit großen Flächen, die mit niedrigen Sträuchern und abschnittsweise Wäldern bewachsen sind, unterbrochen von felsigen Hügeln und steinigen Ebenen. Die Landschaft gilt als relativ charakteristisch für den Distrikt. Die in Nord-Süd-Richtung verlaufenden, bis maximal 620 Meter hohen, malerischen Nallamala-Berge markieren die natürliche Grenze zum Distrikt Nandyal. Der zum Distrikt gehörende Küstenabschnitt umfasst etwa 50 Kilometer. An einigen Stellen gibt es Strände, so in Kothapatnam und in Pakala. Die größeren Flüsse sind Gundlakamma, Musi und Paleru. Größere Waldgebiete finden sich vor allem in den Nallamala-Bergen.
Im Distrikt herrscht ein tropisches Monsunklima. Der Südwestmonsun von Juni bis September bringt etwa 366 mm Niederschlag und der Nordostmonsun von Oktober bis Dezember etwa 385 mm bei einem Jahresniederschlag von 841 mm. Die Maximal- und Minimaltemperaturen variierten zwischen 20,3 °C und 40,2 °C. Am heißesten ist es in den Monaten April bis Juni und am kühlsten in den Monaten Dezember und Januar.

## Geschichte

Distrikt Prakasam vor der Reorganisation 2022

Der Distrikt wurde am 2. Februar 1970 aus Teilen der Distrikte Guntur, Nellore und Kurnool neu gebildet. Der Distrikt war anfänglich nach seiner Hauptstadt Distrikt Ongole benannt. 1972 erhielt er zu Ehren des ersten Chief Ministers des Bundesstaats Madras und später Andhra, T. Prakasam, seinen heutigen Namen. Im Jahr erfolgte eine interne Verwaltungsreorganisation der existierenden 17 Taluks in 56 Mandals.
Bei der Volkszählung 2011 hatte der Distrikt eine Fläche von 17.626 km² und 3.397.448 Einwohner.
Zum 4. April 2022 wurde eine umfassende Distrikt-Reorganisation in ganz Andhra Pradesh umgesetzt, wodurch sich die Zahl der Distrikte von 13 auf 26 verdoppelte. Der Distrikt Prakasam verkleinerte sich dadurch auf 38 Mandals. Die Distriktfläche reduzierte sich auf 14.323 km² und die Einwohnerzahl auf 2.288.026 (Volkszählung 2011).

## Bevölkerung
Bei der Volkszählung 2011 hatte der Distrikt in seinen späteren Grenzen ab 2022 eine Einwohnerzahl von 2.288.026 (1.160.628 männlich, 1.127.398 weiblich). 537.159 Personen gehörten zu den registrierten unterprivilegierten Kasten (scheduled castes) und 88.209 zur registrierten indigenen Stammesbevölkerung (scheduled tribes, Adivasi). Die Alphabetisierungsrate (> 6 J.) lag bei 62,45 % (männlich 72,90 %, weiblich 51,77 %). 19,44 % der Bewohner lebten in städtischen Siedlungen. Die Verteilung der Religionen war die folgende: 2.126.990 Hindus, 144.260 Muslime, 11.834 Christen und 4942 Sonstige, oder ohne Angabe.

## Verwaltungsgliederung
Im Jahr 2022 war der Distrikt in drei Divisionen (Ongole, Kanigiri und Markapur) und 38 Mandals eingeteilt.
- Division Ongole mit den 12 Mandals Chimakurthi, Kothapatnam, Maddipadu, Naguluppalapadu, Ongole, Tanguturu, Santhanuthalapadu, Kondapi, Mundlamuru, Singarayakonda, Talluru, Zarugumalli
- Division Kanigiri mit den 13 Mandals Darsi, Donakonda, Hanumanthunipadu, Kanigiri, Konakanamitla, Kurichedu, Marripudi, Pamuru, Pedacherlopalli, Podili, Ponnaluru, Veligandla, Chandrasekharapuram,
- Division Markapur mit den 13 Mandals Ardhaveedu, Bestavaripeta, Cumbum, Dornala, Giddaluru, Komarolu, Markapuram, Peddaraveedu, Pullalacheruvu, Racherla, Tripuramtakam, Yerragondapalem, Tarlupadu.

An städtischen Siedlungen gab es eine Municipal Corporation (die Stadt Ongole), eine Municipality (Markapur) und fünf Nagar Panchayats (Chimakurthy, Giddalur, Podili, Darsi und Kanigiri). An dörflichen Siedlungen existierten 715 Gram Panchayats.

## Wirtschaft

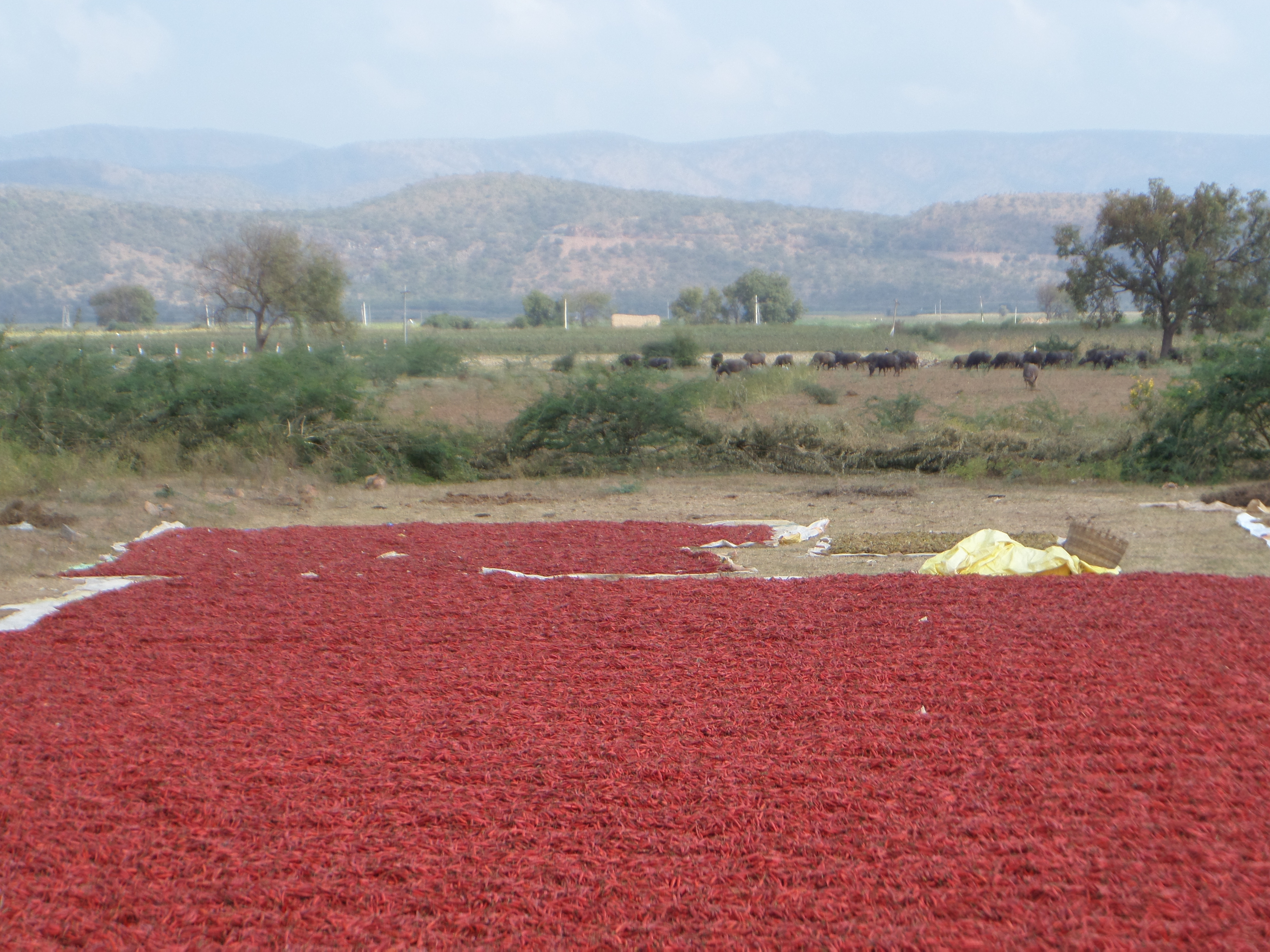
Trocknung von Paprika in Dornala

Der Großteil der Bevölkerung ist in der Landwirtschaft beschäftigt. Hauptsächlich werden Reis, Sorghumhirse (Sorghum bicolor), Kurkuma, Mais, Straucherbsen, Baumwolle, Zuckerrohr, Sesam und Chili angebaut. Daneben ist die Fischerei ein bedeutender Erwerbszweig. Es gibt im ganzen Distrikt zahlreiche kleine Industrieunternehmen in verschiedenen Sparten. In den Städten leben die Leute vom Handel mit Gütern und Dienstleistungen.